# Litoria watjulumensis
Litoria watjulumensis là một loài ếch thuộc họ Pelodryadidae.
Môi trường sống của nó là [[rừng khô nhiệt đới hoặc cận nhiệt đới]], rừng ẩm đất thấp nhiệt đới hoặc cận nhiệt đới, đầm nước nhiệt đới hoặc cận nhiệt đới, sông, sông có nước theo mùa, đầm nước, hồ nước ngọt, đầm nước ngọt, đầm nước ngọt có nước theo mùa, và vùng nhiều đá.